# Zapotitancillo de Juárez
Zapotitancillo de Juárez är en ort i Mexiko.   Den ligger i kommunen Santiago Yaveo och delstaten Oaxaca, i den sydöstra delen av landet, 500 km öster om huvudstaden Mexico City. Zapotitancillo de Juárez ligger 60 meter över havet och antalet invånare är 384.
Terrängen runt Zapotitancillo de Juárez är platt. Runt Zapotitancillo de Juárez är det glesbefolkat, med 10 invånare per kvadratkilometer. Närmaste större samhälle är Estación Juanita, 18,6 km norr om Zapotitancillo de Juárez. Omgivningarna runt Zapotitancillo de Juárez är en mosaik av jordbruksmark och naturlig växtlighet.